# 六放海綿綱
六放海綿綱（ろくほうかいめんこう、Hexactinellid）は、4つか6つのシリカでできた骨針を備えた骨格を持つ海綿動物である。ガラス海綿類とも呼ばれる。通常は海綿動物門に分類されるが、合胞体亜門として分けて扱うことを提唱する研究者もいる。

## 生態

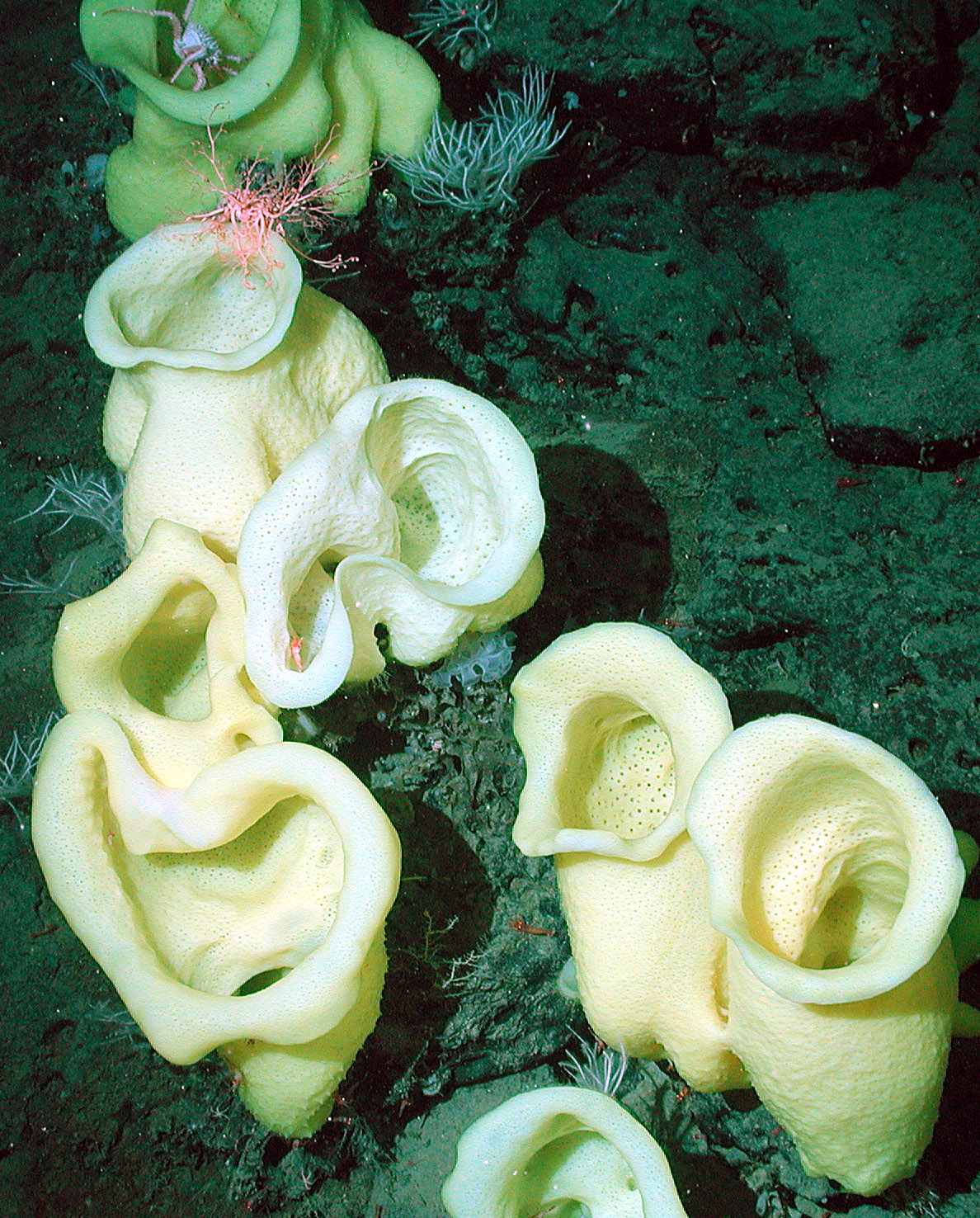
Staurocalyptus sp.

六放海綿綱は、水深450mから900mの海で良く見られるが、Oopsacas minutaは浅い海で見つかる。世界中の海に棲息するが、特に南極海に多い。
コップのような形をしており、高さは10cmから30cmで、シリカの骨針でできた、しっかりしたレタスのような内部骨格を持っている。体は比較的対称形で、多くの種では内部の大きな空洞は、ふるいを通して外部に向かって開いている。また他の海綿とは異なり、群生せずに単独で存在する傾向がある。色は淡色であることが多い。
体の大部分は多核細胞の合胞体でできている。特に他の海綿にあるような上皮細胞は持たず、アメーバ状の膜で覆われている。さらに他の海綿のように収縮する能力も持たない。

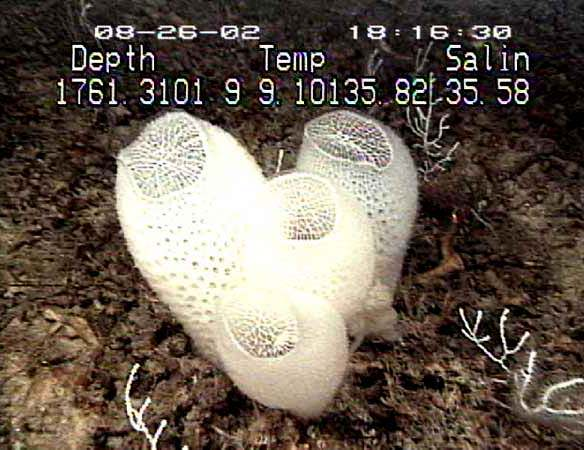
カイロウドウケツ, Euplectella aspergillum

体内の電気インパルスを高速で伝達させ、外部の刺激に迅速に反応する独特のシステムを持つ。カイロウドウケツのようなガラス海綿は、繊維の房を持ち、骨格の基部から裏返った王冠のように外側に向けて広がっている。繊維の長さは50mmから175mmで、人間の髪の毛ほどの細さである。今日の情報通信ネットワークで使われている光ファイバーと似た特性を持つと言われている。
寿命はとても長いが、正確な年齢を測定するのは困難である。モデルに基づいたある研究によると、Scolymastra joubiniの年齢を23000年と推定している。またAnAge Databaseには15000年以下と登録されている。

## 礁
ブリティッシュコロンビア州やワシントン州の湾では、海綿が礁を作っており、Sponge Reef Projectが研究を行っている。

## 分類
既知の最も初期の六放海綿綱は、カンブリア紀初期から新原生代後期の地層で見つかっている。化石は普通海綿綱とかなりの共通点を持つが、骨針が頑丈で良く化石化しており、少なくともその一部であったと考えられている。
現生種は2つの亜綱、5つの目に分けられる。
両盤亜綱 Amphidiscophora
- 両盤目 Amphidiscosida
  - ホッスガイ科 Hyalonematidae - 5属118種
  - Monorhaphididae - 1属1種 Monorhaphis chuni
  - Pheronematidae - 6属40種

六放星亜綱 Hexasterophora
- Aulocalycoida
  - Aulocalycidae - 7属9種
  - Uncinateridae - 2属3種
- 六放目 Hexactinosida
  - Family incertae sedis - 3属3種
  - Dactylocalycidae - 2属3種
  - Aphrocallistidae - 2属6種
  - Auloplacidae - 1属4種
  - Craticulariidae - 1属1種 Laocoetis perion
  - Cribrospongiidae - 1属1種 Stereochlamis incertum
  - Euretidae - 18属56種
  - Farreidae - 5属35種
  - Fieldingiidae - 1属2種
  - Tretodictyidae - 8属30種
- Lychniscosida
  - Aulocystidae - 2属6種
  - Diapleuridae - 1属2種
- カイロウドウケツ目 Lyssacinosida
  - Family incertae sedis - 2属2種
  - カイロウドウケツ科 Euplectellidae - 27属93種
  - Leucopsacidae - 3属8種
  - Rossellidae - 24属169種